# Flodärtmussla
Flodärtmussla (Pisidium henslowanum) är en musselart som först beskrevs av Mrs. Sheppard 1825.  Flodärtmussla ingår i släktet Pisidium och familjen ärtmusslor. IUCN kategoriserar arten globalt som livskraftig. Arten är reproducerande i Sverige. Inga underarter finns listade i Catalogue of Life.